# The Smoke
The Smoke war eine britische Rock-Band, die 1967 mit dem „drogenbeeinflussten“ Titel My Friend Jack berühmt wurde, ihren Erfolg aber nie wiederholen konnte.

## Bandgeschichte

### The Shots
Die Geschichte von The Smoke begann 1965 in Yorkshire, als der Unternehmer und Millionär Alan Brush die regionale Mod/Beat-Band The Shots entdeckte, die im Vorprogramm von P. J. Proby auftrat. Brush wollte ins Musikgeschäft einsteigen und verschaffte der damals noch fünfköpfigen Gruppe einen Vertrag mit Columbia Records. Als die Single Keep A Hold Of What You've Got im Oktober 1965 floppte, verlor ihr Förderer das Interesse, und der Gitarrist Phil Peacock verließ die Band.

### Durchbruch im Untergrund
Ihre eher psychedelischen Demoaufnahmen präsentierten sie dem Produzenten Monty Babson, der von dem Songmaterial begeistert war. Inzwischen in The Smoke umbenannt, veröffentlichten sie im Februar 1967 die Single My Friend Jack, die in Großbritannien Platz 45 der Charts erreichte. Der Titel wurde aufgrund der Zeile „My friend Jack eats sugar lumps“ von den großen Radiostationen in England und den USA boykottiert, weil man hierin eine Werbung für LSD sah. „Die Band“, schreibt Malcom Luker 30 Jahre später, „stimmte nie mit der auf Drogen bezogenen Interpretation des Textes überein, doch wurde der Song in England und den USA verboten, während er in den nicht-englischsprachigen Ländern Europas ein Riesen-Hit wurde und mit seinem ungewöhnlichen Gitarren-Sound einen neuen Trend in der Popmusik einleitete“ (zitiert aus dem Booklet des Albums Smoke This, 1997). Dank vieler Untergrund-Zeitschriften und Piratensender wurde My Friend Jack auf dem europäischen Festland ein großer Erfolg. In der Bundesrepublik Deutschland erreichte der Titel sogar Platz 2 und verblieb 16 Wochen in der Hitparade. Das einzige offizielle Album It's Smoke Time erschien im selben Jahr, allerdings nur auf dem deutschen Markt. Die folgende Single If The Weather's Sunny verkaufte sich schlecht, woraufhin die Band im August 1967 Columbia Records verließ. In der Zeit des großen Erfolges in Deutschland wohnte die Band in Detmold und wurde von der Agentur Diekmann/Reuter betreut. Von hier bereisten sie alle Spielorte in Deutschland wie z. B. den Star-Club Hamburg und den Jaguar-Club in Herford, ebenso Auftritte in Fernsehsendungen wie dem Beat-Club von Radio Bremen und Beat! Beat! Beat! des Hessischen Rundfunks.

### Misserfolge und Auflösung
Ihr damaliger Manager Chris Blackwell, Inhaber der Island Records, nahm sie bei seinem Label unter Vertrag. Bis in die 1970er Jahre hinein erschienen mehrere Singles, die nicht mehr den Erfolg von My Friend Jack erreichten. Daran änderten auch Kooperationen mit anderen Künstlern nichts. Den Titel Utterly Simple schrieb z. B. der Traffic-Gitarrist Dave Mason, und Some People stammte aus der Feder des späteren 10cc-Bassisten Graham Gouldman. 1972 versuchten sie mit der bolanesken Single Sugar Man auf den Glam-Rock-Zug aufzuspringen, was aber ebenfalls misslang.
Nach einigen Umbesetzungen löste sich die Band in den 1970er Jahren auf. John „Zeke“ Lund, Malcolm Luker und Geoff Gill wurden Studiomusiker in den Morgan Sound Studios. Gill gehörte Anfang der 1970er Jahre zur Band Fickle Pickle und blieb von allen Mitgliedern der erfolgreichste. Er arbeitete mit Jenny Darren, den Beaver Brothers und Boney M. zusammen. Letztere hatten im April 1980 mit ihrer Fassung von My Friend Jack einen kleineren Hit. Nach den Erfolgen in Deutschland blieb Malcom Luker mit seiner Frau in Detmold und richtete dort mit der Band The Lions ein Tonstudio ein, hier produzierte er Demo-Aufnahmen für mehrere Bands der Agentur Diekmann und Reuter. Anfang 1969 ging Malcolm Luker zurück nach London. Werner Zahn von der Band The Lions empfahl Malcom Luker Udo Jürgens, der ihn als Toningenieur nach München holte, hier arbeitete er dann in den legendären Union-Studios als Tontechniker. Lund folgte ihm kurze Zeit später nach. Ende der 1980er Jahre wechselte Luker in die Arco-Studios, wo er zum Cheftontechniker und Studioleiter aufstieg. Luker und Lund verließen München nach Schließung beider Studios (ca. 2000). Luker arbeitet heute in Los Angeles im eigenen Post-Produktions-Studio, welches er mit Sohn Jamie (ex „Feinkost-Paranoia“) betreibt, u. a. für Hans Zimmer. Lund ist im Schweizer Studio Basel-City beschäftigt. Mick Rowley lebt in Ulm und ist dort im Management einer Klinik beschäftigt.
Exakt 30 Jahre nach ihrem Durchbruch mit My Friend Jack publizierten Mick Rowley und Malcolm Luker im Jahr 1997 ein neues, mit sieben Stücken vom Umfang her eher einer Maxi-Single entsprechendes Album mit dem Titel Smoke This – wenn auch als Duett, so doch unter dem Namen The Smoke. Zwei von Luker remixte Versionen von My Friend Jack – eine lange Version sowie eine kurze für das Radio – mögen dazu berechtigen. Ansonsten finden sich darauf fünf neue Stücke, komponiert von Rowley und Luker, in einem Fall unter Beteiligung des Co-Komponisten L. Forsey. Das musikalische Arrangement übernahmen Luker und der auf dem Album als Bassist hervortretende Günther Gebauer. Als Backgroundsängerinnen fungierten u. a. Isabel Varell und Joy Fletcher.

## Diskografie

### Alben
- 1967: It's Smoke Time
- seit den 1980er Jahren: diverse Sampler mit Bonustracks
- 1997: Smoke This

### Singles
als „The Shots“
- 1965: Keep a Hold of What You've Got / She's a Liar (UK)
- 1965: There She Goes / Walk Right out the Door (UK)

als „The Smoke“
- 1967: My Friend Jack / We Can Take It (D)
- 1967: High in a Room / If the Wheater's Sunny (D)
- 1967: If the Wheater's Sunny / I Would if I Could, But I Can't (UK)
- 1967: Have Some More Tea / Victor Henry's Cool Book (D)
- 1967: It Could Be Wonderful / Have Some More Tea (UK)
- 1968: Utterly Simple / Sydney Gill (UK)
- 1968: Sydney Gill / It Could Be Wonderful (D)
- 1970: Dreams of Dreams / My Birth (UK)
- 1971: Ride, Ride, Ride / Guy Fawkes (UK)
- 1972: Sugar Man / That's What I Want (D)
- 1972: Jack Is Back / That's What I Want (F)
- 1974: Shagalagalu / Gimme Good Loving (D)
- 1974: My Lullaby / Looking High (UK)
- 1976: My Friend Jack, 1976er Version / Lady (F)